# Tama County
Das Tama County ist ein County im US-amerikanischen Bundesstaat Iowa. Im Jahr 2020 hatte das County 17.135 Einwohner und eine Bevölkerungsdichte von 9,2 Einwohnern pro Quadratkilometer. Der Verwaltungssitz (County Seat) ist Toledo, benannt nach Toledo in Ohio.
Im Tama County liegt das Stammesgebiet des offiziell von der US-Regierung anerkannten Sac and Fox Tribe of the Mississippi in Iowa, einem Teil der Sauk und der Fox. Es ist nach Taimah, einem ehemaligen Häuptling der Fox-Indianer, benannt.

## Geografie
Das County liegt im mittleren Osten von Iowa und hat eine Fläche von 1871 Quadratkilometern, wovon drei Quadratkilometer Wasserflächen sind.
Der Süden des Countys wird vom Iowa River durchflossen, einem rechten Nebenfluss des Mississippi.
An das Tama County grenzen folgende Nachbarcountys:
| Grundy County   |                  | Black Hawk County |
| Marshall County |                  | Benton County     |
| Jasper County   | Poweshiek County | Iowa County       |

## Geschichte

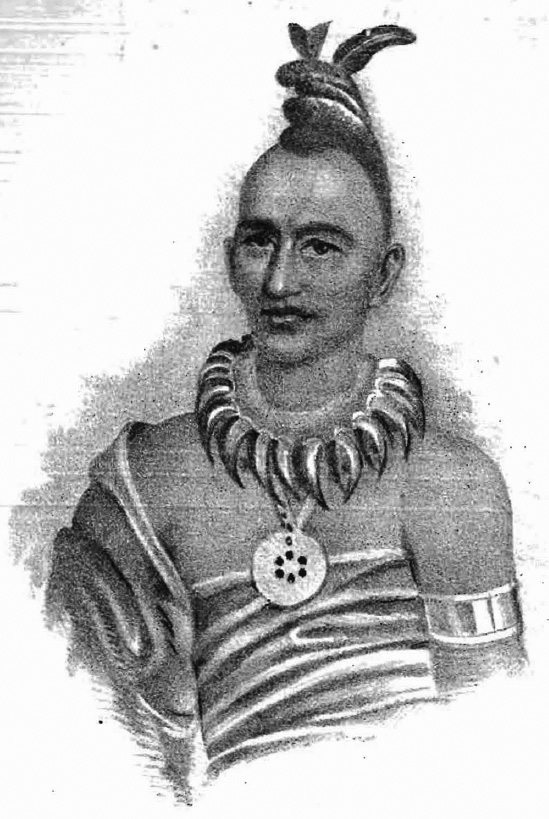
Taimah

Das Tama County wurde am 17. Februar 1843 aus ehemaligen Teilen des Benton County gebildet. Benannt wurde es nach Taimah, einem Häuptling der Fox-Indianer.

## Bevölkerung
Nach der Volkszählung im Jahr 2010 lebten im Tama County 17.767 Menschen in 7058 Haushalten. Die Bevölkerungsdichte betrug 9,5 Einwohner pro Quadratkilometer. In den 7058 Haushalten lebten statistisch je 2,47 Personen.
Ethnisch betrachtet setzte sich die Bevölkerung zusammen aus 86,5 Prozent Weißen, 0,3 Prozent Afroamerikanern, 7,5 Prozent amerikanischen Ureinwohnern, 0,3 Prozent Asiaten sowie aus anderen ethnischen Gruppen; 2,5 Prozent stammten von zwei oder mehr Ethnien ab. Unabhängig von der ethnischen Zugehörigkeit waren 7,4 Prozent der Bevölkerung spanischer oder lateinamerikanischer Abstammung.
25,6 Prozent der Bevölkerung waren unter 18 Jahre alt, 56,0 Prozent waren zwischen 18 und 64 und 18,4 Prozent waren 65 Jahre oder älter. 50,9 Prozent der Bevölkerung war weiblich.
Das jährliche Durchschnittseinkommen eines Haushalts lag bei 46.288 USD. Das Prokopfeinkommen betrug 23.041 USD. 10,6 Prozent der Einwohner lebten unterhalb der Armutsgrenze.

## Ortschaften
Citys
| Ort       | Einwohner 2010 | Einwohner 2020 |
| --------- | -------------- | -------------- |
| Tama      | 2877           | 3130           |
| Toledo    | 2341           | 2369           |
| Traer     | 1703           | 1583           |
| Dysart    | 1379           | 1281           |
| Gladbrook | 945            | 799            |
| Le Grand1 | 938            | 905            |
| Garwin    | 527            | 481            |
| Chelsea   | 267            | 229            |
| Montour   | 249            | 203            |
| Clutier   | 213            | 213            |
| Elberon   | 196            | 184            |
| Lincoln   | 162            | 121            |
| Vining    | 50             | 54             |

1 – teilweise im Marshall County

Unincorporated Communities
- Buckingham
- Haven
- Meskwaki Settlement

## Gliederung
Das Tama County ist in 21 Townships eingeteilt:
| Township            | Einw. (2010) | FIPS     |
| ------------------- | ------------ | -------- |
| Buckingham Township | 295          | 19-90375 |
| Carlton Township    | 881          | 19-90474 |
| Carroll Township    | 261          | 19-90480 |
| Clark Township      | 1665         | 19-90669 |
| Columbia Township   | 336          | 19-90786 |
| Crystal Township    | 223          | 19-90864 |
| Geneseo Township    | 364          | 19-91554 |

| Township                | Einw. (2010) | FIPS     |
| ----------------------- | ------------ | -------- |
| Grant Township          | 270          | 19-91707 |
| Highland Township       | 214          | 19-91944 |
| Howard Township         | 239          | 19-91995 |
| Indian Village Township | 1153         | 19-92037 |
| Lincoln Township        | 378          | 19-92619 |
| Oneida Township         | 439          | 19-93180 |
| Otter Creek Township    | 305          | 19-93243 |

| Township              | Einw. (2010) | FIPS     |
| --------------------- | ------------ | -------- |
| Perry Township        | 1965         | 19-93306 |
| Richland Township     | 208          | 19-93618 |
| Salt Creek Township   | 533          | 19-93750 |
| Spring Creek Township | 1305         | 19-93972 |
| Tama Township         | 3064         | 19-94083 |
| Toledo Township       | 3160         | 19-94128 |
| York Township         | 509          | 19-94812 |